# Organiserad brottslighet i Sverige
Organiserad brottslighet är en del av brottsligheten i Sverige och har funnits i landet under lång tid, men har ökat kraftigt i omfattning sedan mitten av 1990-talet, och fått ökad geografisk spridning över Sverige. Många grupperingar har kommit och gått under åren, men sedan 1990-talet utgörs många av de mer beständiga grupperna endera av kriminella motorcykelklubbar respektive etniskt sammansatta kriminella grupperingar.
Aktörerna inom den organiserade brottsligheten är vanligen geografiskt rörliga. Det innebär att organiserad brottslighet som begås i Sverige i stor utsträckning begås av personer som bor i ett annat land eller på annan ort än där brottet sker. Många brott som den organiserade brottsligheten utgörs av är dessutom transnationella till sin natur (transnationell brottslighet), eftersom smuggling och penningtvätt är omfattande. Internet används ofta vid brotten. Också prostitution är vanligen organiserad genom kriminella nätverk.
Organiserad brottslighet definieras av BRÅ som kriminella grupper som begår brott för att göra ekonomisk vinst. I Polisens rapport om organiserad brottslighet 2015 innefattas emellertid också ideologiskt motiverad brottslighet.
Gängkriminalitet är samhällsekonomiskt kostsamt. Enligt en beräkning som Eva Lundmark-Nilsson och Ingvar Nilsson gjorde på uppdrag av CIDES 2012 bedömdes en gängmedlem kosta samhället 23 miljoner kronor på 15 år. Ett organiserat kriminellt gäng på 15 personer kostar samhället 400 miljoner kronor på 15 år om man inberäknar kostnader för samhällsskydd.

## Typer av brott
Generellt handlar organiserad brottslighet om ekonomisk vinning för de inblandade. Bland de brottstyper som begås finns dels transnationell brottslighet i form av exempelvis:
- narkotikasmuggling, även smuggling av sprit och tobak
- trafficking och tillhörande prostitution
- smuggling av stöldgods

Bland de brottstyper som inte behöver vara gränsöverskridande finns:
- brott som kräver omfattande resurser eller planering, såsom värdetransportrån och bankrån.
- brott där tillhörighet till en kriminell organisation underlättar genom att skrämma offren, såsom utpressning eller olaglig inkassoverksamhet.
- organiserat svartarbete.[9]

Därutöver förekommer av och till brott som syftar till att "freda" de kriminella grupperingarnas inkomstbringande verksamhet, och det är främst i dessa sammanhang som våldsbrott, snarare än enbart hot, förekommer. Detta har i huvudsak skett i samband med "revirstrider" eller "uppgörelser" med andra kriminella organisationer. I vissa fall har även personer inom rättsväsendet, såsom poliser eller åklagare blivit måltavlor för den organiserade brottsligheten, genom otillåten påverkan.[källa behövs]
Polismyndighetens fokusområden för den organiserade brottsligheten 2015 utgörs av:
- otillåten påverkan, utpressning och korruption, som riktar sig mot bland annat rättsväsendet och vittnen, journalister, yrkesverksamma, myndigheter som betalar ut bidrag, idrottsevenemang, och självcensur.
- ekobrott och användning av företag, däribland byggbranschen, bilfirmor, reastaurangbranschen, skidnäringen och bärplockarbranschen.
- penningtvätt, däribland terrorfinansiering, användning av eWallets och Bitcoin, samt genom växlingskontor och utlandstransaktioner.
- bedrägerier, däribland nätfiske, skimning, bluffakturor och via annonseringssiter.
- utnyttjande av välfärdssystemet, däribland RUT- och ROT-avdrag.
- It-brott och it-relaterad brottslighet, däribland barnpornografibrott, dataintrång och överbelastningsattacker.
- narkotikabrott.
- människosmuggling och människohandel.

Nya typer av brott innefattar miljöbrottslighet, användning av stiftelser och föreningar, och identitetsintrång.
Gängens största inkomstkälla, och en vanlig orsak till konflikt mellan gäng, är försäljning av narkotika.

## Antal gängkriminella
Enligt en rapport från Polismyndigheten fanns det 8 233 personer som pekades ut som gängkriminella i Sverige i slutet av 2021. Av dessa var 1 202 gängkriminella ungdomar under 18 år. Enligt justitieminister Gunnar Strömmer våren 2023 ingår emellertid 30 000 personer i kriminella gäng, men många av dem bidrar på ett mindre ingående sätt och faller utanför det kriminella området enligt dagens lagstiftning, och endast en minoritet utför de grövsta brotten.
Enligt Kriminalvården satt ungefär 570 personer från kriminella gäng på fängelser och häkten i Sverige våren 2022.

## Aktörer

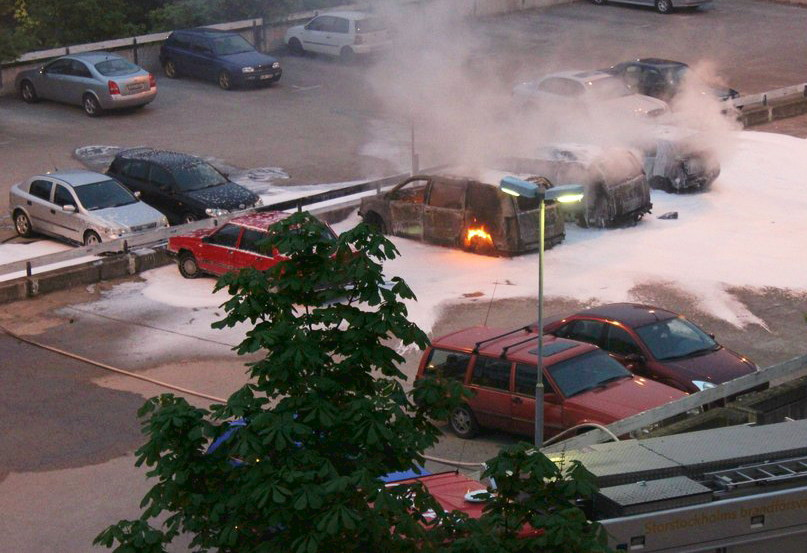
Brinnande bilar i Husby, 20 maj 2013.

I början av 1990-talet etablerades flera internationella mc-gäng i Sverige. Dessa bekämpades aldrig effektivt av polisen, och dessa gäng pressade övriga kriminella till att likaledes sluta sig samman.
Den organiserade brottsligheten utförs ofta genom föränderlig samverkan i löst sammansatta nätverk. Gränserna mellan organisationerna är för brottssamverkan nästan utraderade. De kriminella aktörerna är multikriminella för att sprida riskerna och öka vinsterna. "Möjliggörarna 
" är insiders eller specialister med viss kompetens (exempelvis programmering), som gör brotten möjliga. Personer inom den organiserade brottsligheten är geografiskt rörliga, och ofta bosatta i annat land eller på annan ort än där brottet sker. De är också gruppmässigt rörliga, och kan byta tillhörighet och gå från ett kriminellt nätverk till ett annat. Våldsanvändningen är avsevärt högre än inom annan kriminell verksamhet.
Den organiserade brottsligheten beskrevs från och med 1990-talet som maffiaartad, men har allt mera kommit att betraktas som brottsliga nätverk som kretsar kring vissa nyckelfigurer. Personer som kommit högt upp i den kriminella hierarkin begår brott, som vanligen betecknas som anstiftan, medan andra personer utför brotten. Graden av tillhörighet i någon organisation eller nätverk varierar, likaså graden av hierarki. Några aktörer som innefattas i begreppet, kallas kriminella entreprenörer av Polismyndigheten, eftersom deras kriminella verksamhet bedrivs i företagsliknande former eller i företag. Dessa brukar sällan ingå i något kriminellt nätverk, utan har personliga kontakter. Utåt sett kan de förefalla vara väletablerade företagare. Gängrelaterad brottslighet, däribland ungdomsgäng, kännetecknas däremot vanligen av att de är självmarkerande, med synliga symboler, hierarkisk gruppstruktur med utsedda ledare, och ett namn på gruppen.
Hos den grova organiserade brottsligheten, däremot, är våldsanvändningen mindre. Den grova organiserade brottsligheten använder oftare hot och trakasserier, samt otillåten påverkan i form av korruption. När våld väl används sker det ofta genom skadegörelse av egendom.

### Mobila kriminella nätverk
En del av den organiserade brottsligheten som begås i Sverige, begås av så kallade mobila kriminella nätverk, det vill säga organiserad seriebrottslighet. De utgörs av personer som kommer från, och stadigvarande bor i, utlandet, men kommer till Sverige för att begå brott. De kommer oftast från Litauen, Polen eller Rumänien, men också exempelvis Chile och forna Sovjetunionen, och söker sig till Sverige bland annat för att straffen är förhållandevis låga. Brotten är vanligen bostadsinbrott, båtstölder, stölder av lyxbilar, fickstölder och åldringsbrott.

### Kriminella motorcykelklubbar
De internationellt kända kriminella motorcykelklubbarna fanns etablerade i Danmark innan de fanns i Sverige i någon större utsträckning. En konflikt utbröt 1983 mellan danska Hells Angels och deras rivaler Bullshit MC. Den brottslighet i Sverige som var relaterad till MC-klubbar under 1980-talet utfördes till del av inhemska grupperingar som inte var alltför stabila över tiden. De första internationella etableringarna skedde med stöd från de danska klubbarna, och det var därför ingen slump att de första klubbarna hamnade i Skåne.
Hells Angels var först av de internationella klubbarna att etablera sig i Sverige. Det före detta raggargänget Dirty Dräggels i Malmö utsågs i mars 1990 till hangaround chapter till Hells Angels, och i juni 1991 avancerade de till provmedlemmar. Klubben bytte i och med det tillfälligt namn till MC Sweden, innan den 1993 blev fullvärdig Hells Angels-klubb den 27 februari 1993.
Bandidos etablerades när den Helsingborgsbaserade MC-klubben Morbids blev en avdelning i Bandidos över tiden 1994-1995. Morbids sökte sig till Bandidos bland annat på grund av att de var i konflikt med Hells Angels. I januari 1994 trappades konflikten upp när de angreps av Hells Angels. Det Stora nordiska MC-kriget mellan svenska Hells Angels och Bandidos var därmed inlett och det kom att sprida sig över Norden och skörda många dödsoffer innan det avblåstes 1997.
I Göteborg etablerades det första MC-gänget år 1996 och deras etablering resulterade i en ökande brutalisering av gängbrottsligheten då våldsanvändning och skottlossning ökade. Outlaws MC etablerade sig i Spånga i Sverige 2001.
Flera av motorcykelklubbarna omger sig också med stödgrupperingar under andra namn, som i vissa fall utgör en del av en pågående expansion med nya klubbar. Ofta skiljer man på supporterklubbar, som står högre i rang och kan ligga nära fullvärdigt medlemskap, och supportergäng, som står lägre i rang och ofta befolkas av yngre personer.

### Grupper baserade på ursprung och uppväxtplats
En del av den organiserade brottsligheten utförs av grupper som sammanhålls av gemensamt ursprung eller gemensam uppväxt, vilket fungerar förtroendeskapande. I synnerhet kommer dessa personer från Mellanöstern eller Balkan. Grupper ifrån Balkan dominerade den tunga kriminaliteten i Göteborg innan grupper ifrån Mellanöstern började ta över. Ett nytt fenomen vid denna tid var att de kriminella började vägra att samarbeta med myndigheter, vilket delvis förklarades med att de kommer ifrån länder där förtroendet för polisen är lågt. Till denna grupp hör de kriminella nätverk som ofta utövar stor påverkan på lokalsamhället, i synnerhet i vissa bostadsområden. Nätverken är ofta lösare sammansatta, och kan utgöras av ett äldre och ett yngre skikt, och graden multikriminalitet är vanligen högre än bland andra grupper.
År 2011 bedömdes Malmö ha 16 kriminella gäng, många med rötter i Balkan, Iran, Irak, Libanon eller Sverige. Konflikter mellan dessa gäng försvåras av traditionella normer som innebär att oförrätter kan utlösa våldsspiraler.
År 2014 bedömde Polismyndigheten att 55 områden i 22 städer i Sverige var utsatta för negativ samhällspåverkan av kriminella nätverk. Gemensamt för områdena var att de var socioekonomiskt utsatta, och att kriminaliteten hade förankring i ungdomsgäng. Brotten innefattar öppna uppgörelser på allmän plats, öppen narkotikaförsäljning, utåtagerande missnöjeshandlingar mot samhället, utpressning och otillåten påverkan. Av dessa har, enligt Polisen, åtminstone 14 områden inslag av parallella samhällsstrukturer och våldsbejakande religiös extremism och där det råder en allmän obenägenhet att delta i rättsprocesser.
En annan typ av organiserad brottslighet med gemensamt ursprung utgörs av grupper som huvudsakligen har sitt nätverk förankrat i ett annat land men som också har aktörer i Sverige. Dessa ägnar sig framför allt åt narkotikabrott och annan smuggling, exempelvis människosmuggling, och kommer då företrädesvis från Colombia, Chile, Västafrika, Somalia, Vietnam och Kina. Också "tjuvar i lagen" och andra brottsliga strukturer från forna Sovjetunionen bedriver enligt Polismyndigheten organiserad brottslighet i Sverige.
I oktober 2019 rapporterade polisen att det kriminella nigerianska nätverket Black Axe hade etablerat sig i Stockholm. Organisationen var verksam inom narkotikahandel och människosmuggling.

### Ideologiskt motiverad organiserad brottslighet
Huvudartiklar: våldsfrämjande radikalisering, extremism, politisk brottslighet och religiös extremism
Den ideologiskt motiverade organiserade brottsligheten består av personer i Sverige som av politisk eller religiös övertygelse begår brott som syftar till att förändra samhället, bland annat för att finansiera terrorism i Sverige. Dessa grupper står under både Rikspolisstyrelsens och SÄPO:s kontroll. De utgörs av vit makt-miljön, den autonoma miljön, samt islamister och jihadister. Detta innebär inte att den totala verksamheten sådana grupper bedriver är brottslig (jämför föreningsfrihet och religionsfrihet). Verksamheter som inte är organiserad brottslighet är exempelvis opinionsbildning, evenemang och konserter.
Den autonoma miljöns och vit makt-miljöns organiserade brottslighet utgörs av våldsbrott, hotbrott, trakasserier.  De har erfarenhet av grova våldsbrott som mord och rån, och från strider i Ukraina.
Den religiöst motiverade organiserade brottsligheten består huvudsakligen av grupper som är salafister och sympatiserar med Islamiska staten, Jabhat al-Nusrah och Hizb ut-Tahrir. Deras brott utgörs framför allt av krigsbrott (t.ex. som IS-resenärer i Syrien och Irak, dit de rest för att kriga), terrorism, terrorfinansiering och brott mot meningsmotståndare.
Inom de ideologiskt motiverade nätverken, som förutom ovanstående också innefattar djurrättsaktivister och kontrajihadister, förekommer personer som radikaliseras mer än övriga och börjar agera ensamma, se ledarlöst motstånd. Inom nätverken finns erfarenhet av gatustrider och aktioner med civilt motstånd mot vapen-, päls- och köttindustrin.

### Andra grupperingar
En annan typ av kriminella grupperingar i Sverige är de som bildats av personer som redan dömts för brott, och i många fall kommit att tillbringa tid på samma fängelse. Ett exempel är Brödraskapet.
Även grupperingar som vuxit på en och samma ort har förekommit. Exempel är Uppsalaligan i början av 1990-talet och senare Original Gangsters i Göteborg och Fucked for life i Stockholms södra förorter.
I flera fall har grupperingarna flera av dessa drag samtidigt. De kan ha kommit till på en viss ort, men sedan expanderat genom att rekrytera personer av viss etnicitet på andra orter.

## Förebyggande insatser
En rad insatser har visat sig ha möjlighet att förebygga och reducera hur många som rekryteras till kriminella gäng eller annan organiserad brottslighet. I en systematisk forskningsöversikt från 2023 med fokus på psykosociala insatser kunde SBU visa att det fanns flera insatser som hade goda förutsättningar att minska gängkriminalitet och skjutvapenvåld. För skolans del kunde man se att färdighetsträning i t.ex. konfliktlösning för elever på mellanstadiet kunde bidra till att färre blev medlemmar i gäng och att färre barn eller unga bar vapen. Insatser i form av fokuserad avskräckning minskade skjutvapenvåld med en fjärdedel sett över en treårsperiod.
När det gällde stöd inom frivården kunde man i utvärderingen se att insatser som t.ex. missbruksbehandling eller hjälp att söka arbete hade potential att minska den fortsatta kriminaliteten med 44% i upp till ett år efter att insatsen hade avslutats. Andra insatser som visade sig ha effekt var att åtgärder mot öppna drogmarknader - även det i form av fokuserad avskräckning - kunde minska narkotikabrottslighet med ungefär en tredjedel över ett och ett halvt års tid.

## Konsekvenser för de kriminella
Den bild som personer inom den organiserade brottsligheten gärna visar upp av sitt liv, går ofta ut på snabba pengar och glamoröst festande, och många medier bidrar till att sprida den bilden. Intervjuer med avhoppare och statistiska och medicinska studier har dock visat på en annan, betydligt mindre glamorös bild av vardagslivet som yrkeskriminell. Karolinska institutet kom fram till att dödligheten inom gruppen är jämförbar med dem som diagnosticerats med cancer eller allvarlig hjärt- och kärlsjukdom.

## Avhopparverksamhet
Personer som har eller vill lämna organiserad brottslighet eller kriminella grupperingar brukar kallas avhoppare. Från det offentligas sida finns det samhällsvinster med att stödja personer som vill lämna organiserad brottslighet, varför statliga myndigheter och kommuner ger olika stödinsatser för att hjälpa individer ur kriminalitet. Det finns även icke-myndighetsdriven avhopparverksamhet som drivs av aktörer i civilsamhället. För individen finns tydliga fördelar med att lämna kriminalitet, främst i form av minskad risk för hot och våld. Eftersom avhopparverksamheterna i många fall inte följts upp systematiskt kan det vara svårt att avgöra faktorer som främjar lyckade avhopp. Personal som arbetar med avhoppare uppger att fungerande samverkan med andra myndigheter och framgångsrika nyckelinsatser i avhopparprocessen är viktiga delar. Några nyckelinsatser som var viktiga för ett lyckat avhopp var stöd och motivation via en kontaktperson, att etablera nya sociala nätverk, utbildning och arbete.

## Döda och skadade utomstående
Under perioden 2015 till 2020 har 12 utomstående personer dödats och 19 sårats i skjutningar och sprängattentat genomförda av gängkriminella, enligt SVT-programmet Veckans brott. Under perioden 2002 till 2015 dödades 4 personer.

## Internationell uppmärksamhet
Den i jämförelse mycket höga konfliktnivån och skottlossningar med dödlig utgång har uppmärksammats i Sveriges grannländer. I den politiska debatten används där begreppet "det svenska tillståndet" som ett varnande exempel. I Norge listades "svenske tilstander" som ett nyord redan 2017, och även Danmark använder det begreppet. I Finland används begreppet "den svenska vägen" med motsvarande innebörd.
Begreppet "det svenska tillståndet" listades i Språkrådets nyordslista 2023 i betydelsen "den situation i Sverige där gängkriminalitet präglar samhället". Det blev i sig en nyhet i Norge.